# ديكي هاتا
ديكي هاتا (باليابانية: DJ.taiki) هو دي جيه ياباني، ولد في 24 أغسطس 1982 في سايتاما في اليابان.

## وصلات خارجية
- ديكي هاتا على موقع شيردوغ (الإنجليزية)
- ديكي هاتا على موقع IMDb (الإنجليزية)